# Opostega salaciella
Opostega salaciella é uma espécie de insetos lepidópteros, mais especificamente de traças, pertencente à família Opostegidae.
A autoridade científica da espécie é Treitschke, tendo sido descrita no ano de 1833.
Trata-se de uma espécie presente no território português.